# Мирко Ловрић
Мирко Ловрић (Лучинци код Славонске Пожеге, 26. мај 1935 — Београд, 6. новембар 2013) био је српски уметник фотографије и члан Удружења ликовних уметника примењених уметности и дизајнера Србије (УЛУПУДС) од 1957. године. Један је од оснивача Националног центра за фотографију.

## Биографија

### Младост
Рођен је у селу Лучинци у близини Славонске Пожеге у земљорадничкој породици од оца Милића и мајке Милке. Због Другог светског рата није редовно похађао основну школу, да би 1951. године нижу гимназију завршио у Славонској Пожеги. Те године уписан је у Школу примењених уметности - одсек за фотографију у Загребу. Постао члан Фото-клуба Загреб 1953. године, а годину дана касније освојио прво признање: трећу награду на Првој међународној изложби уметничке фотографије у Скопљу.
У Београду 1956. године уписао историју уметности на Филозофском факултету. Током студирања паралелно излагао, и добио другу награду на Бијеналу фотографске уметности у Анверсу. Године 1956. постао члан Фото-клуба Београд, а годину дана касније и члан Удружења ликовних уметника примењених уметности и дизајнера Србије. Дипломирао је историју уметности 1961. године.

### Рад у кабинету председника Тита
После факултета отишао на одслужење војног рока, а након повратка, 1963. године, запослио се у Генералном секретаријату председника Републике, где се бавио фоторепортажом до 1971. године. Добио прилику да посети велики број земаља, између осталих Индију, Египат, Иран, Кенију, Совјетски Савез, Аустрију и још неке. Тада је направио велики број фотографија председника Тита приликом његових посета у овим земљама. Своју прву критику објавио 1966. године у листу "Борба", а годину дана касније први пут дошао у Париз и ту излагао на Бијеналу младих.

### Самостални уметник
Статус самосталног уметника добио 1972. године, и исте године приредио прву самосталну изложбу у салону Музеја примењених уметности у Београду. Излагао је циклус „Гигантографије” (фотографије великих димензија). Наредну самосталну изложбу имао је 1973. године у Галерији Графички колектив, на којој је показао своја истраживања нових могућности фотографије. Иста изложба пренета је у Скопље годину дана касније.
Заједно са Змагом Јерајем, мариборским уметником покренуо је иницијативу да се 1973. године у Музеју савремене уметности у Београду, Галерији савремене уметности у Загребу и изложбеном павиљону Ротовж у Марибору организује изложба под називом Нова фотографија. Велео је да снима архитектонске објекте, споменике културе, скулптуре у простору итд. На 18. октобарском салону у Београду 1977. године добио је награду за фотографију, а исте године упознао је Власту Јечмен, професорку музике и његову будућу супругу.
Заједно са Станком Црнобрњом 1982. године радио је за Радио-телевизију Београд серију од осам епизода о историји светске фотографије. На телевизији Арт - канал културе, 1995, био је ангажован да уради неколико прилога о страним фотографима, за ТВ емисију „Фотограм”, аутора Горана Малића. Осамдесетих година био је присутан на више изложаба у Француској: у Руану 1984, Паризу 1986 и Сезану 1988. године. Заједно са десеторо уметника и културних радника (историчара уметности, фотографа, сликара и ликовних критичара) из Београда, Новог Сада, Крагујевца и Приштине основао је 4. априла 1992. године Национални центар за фотографију. Функцију председника НЦФ обављао је од 1994. до 2001. године.
Од 2000. године све ређе је користио фотоапарат и посветио се техници фотограма. Преминуо је 5. новембра у Београду, а сахрањен је 11. новембра на Новом Бежанијском гробљу.

## Уметничка дела
О својим делима Мирко Ловрић је причао да се никада није задовољавао са простим пресликавањем природих мотива или са њиховом репродукцијом и да га документарна улога фотографије никад није интересовала. Он је увек тежио да „створи дело које ће бити биће по себи, уметнички предмет, а не нешто што личи или што је копија узорка из природе”. Истицао је да фотографија пружа велике могућности и да то није само средство за индентификацију како се сматра. Фотографија је по њему апстрактна уметност која сугерише потпуно нову стварност. Циљ фотографије је стварање нове сопствене природе, тј. једног новог сопственог бића.
Његова дела се налазе на неколико локација у Србији и Европи. Између осталих она се могу погледати у Музеју савремене уметности, Музеју града Београда, Историјском музеју Србије, Националном центру за фотографију, Музеју Југославије, Народној Библиотеци Србије и др. У Француској могу се видети у Националној библиотеци у Руану и у Музеју савремене уметности у Сезану, али и у великом броју градова у региону и у унутрашњости Србије, као и у многим приватним збиркама.

Сликар, скулптор и теоретичар уметности Милија Белић о Ловрићевим делима је рекао:
Дубоко заокупљен визуелним истраживањима, након значајног фотографског искуства и више експерименталних фаза у којима је настојао да примени различите методе и да тако прошири могућности фотографског израза, са визуром прожетом баухаусовским учењем, али и отвореном за неке аспекте надреализма или оп-арта, Мирко Ловрић се враћа изворима фотографије преко фотограма, да би се наднео и замислио над самом природом медија и креативним границама фотографске уметности, у време када ова уметничка дисциплина доживљава одлучујући заокрет.
За време свог живота организовао је велики број изложаба. Прву самосталну изложбу имао је у јануару 1972. године у Салону музеја примењених уметности под називом „Гигантографија”, a последњу у словачком граду Пјештјани под називом „Метафотографије”. Поред самосталних изложаба, био је аутор или учесник једног броја групних изложаба.
Био је: председник уметничког савета Удружења ликовних уметника примењених уметности и дизајнера Србије (УЛУПУДС), председник Националног центра за фотографију. Ловрић је био члан Савета Салона Музеја примењених уметности,члан Савета Октобарског салона и члан Савета павиљона "Цвијета Зузорић"
Постхумно, у галерији „Артгет” у Београду одржана је 2015. године изложба фотограма Мирка Ловрића. Ловрић је оставио иза себе велики број фотограма које јавност није имала прилику да види, па је поменута изложба била права прилика да се она погледају. Током 2017. године у Музеју Југославије одржана је изложба „Тито у Африци − слике солидарности” на којој су приказане фотографије које је једним делом снимио и Мирко Ловрић. Изложбу је видело више од 50.000 посетилаца, а она је током 2018. године приказана у музеју „Пит Риверс” у Оксфорду.

## Награде
Мирко Ловрић је у својој дугој каријери добио многобројне награде и признања:
- Треће место на Првом међународној изложби фотографске уметности у Скопљу (1954)
- Награда главног одбора Народне технике на изложби Салон фотографије „20. октобар” у Београду (1955)
- Друго место на Бијеналу фотографске уметности у Анверсу (1958)
- Откупна награда Музеја примењене уметности на Октобарском салону у Београду (1969)
- Годишња награда УЛУПУДС-а (1973)
- Награда за фотографију на 18. октобарском салону у Београду (1977)
- Диплома са плакетом УЛУПУДС-а, награда за фотографију архитектонских објеката на Салону архитектуре у Београду
- Награда СИЗ-а за културу СР Србије за изложбу у Салону Музеја савремене уметности (1979)
- Годишња награда УЛУПУДС-а (1985)
- Откупна награда Културно − просветне заједнице Београда на Мајском салону (1986)
- Награда за животно дело УЛУПУДС-а (1996)
- Награда за животно дело Националног центра за фотографију (2002)

## Галерија
Из циклуса фотографија „На изворима фотографије”
- Цветање универзума
- Давно уловљење рибе
- Детаљ ерупције
- Дисконтинуитет
- Флорални талог
- Флуидни пентаграм
- Холографско складиште
- Имлозија планете
- Још недифинисана материја
- Квантумско задовољство
- Лахор (лагани ветар)
- Мој избор
- На изворима живе материје
- Настанак галаксије
- Нестанак кане
- Паралелне реалности
- Порекло ватре
- После сукоба
- Протонска киша
- Расипање матрије
- Распад извора енергије
- Субатомске поделе
- Трагови васионског гнезда
- Вунена времена
- Замишљени конструкт

Из циклуса фотографија посвећеног конструктивизму
- Фундаментално нешто
- Дисконтинуитет
- Метаморфоза квантума
- Разбијање примарне плазме
- Затечена ситуација

Из циклуса „Генеза”
- Несиметрична експлозија
- Трансформација чврстог елемента